# Lew Tabackin
Lew Tabackin (Philadelphia, 1940. március 26. –) amerikai tenorszaxofonos, fuvolás.

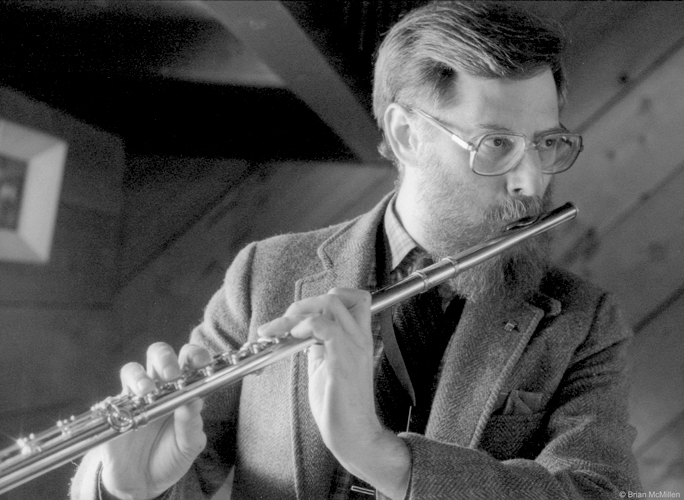
Half Moon Bay, Kalifornia, 1984

## Pályafutása
Lew Tabackin akkor találkozott a dzsesszel, amikor édesanyja elvitte a philadelphiai Earl moziba. A filmek mellett minden nap élő színpadi műsor is volt. „A színpadi műsorokban általában egy zenekar vett részt, és még mindig emlékszem, hogy láttam olyan zenekarokat, mint a Cab Calloway és Lionel Hampton együttese.”
Tabackin tizenkét évesen kezdett furulyát tanulni, majd tizenöt évesen tenorszaxofonozni is. Al Cohn és Coleman Hawkins játéka volt rá jelentős hatással. A fuvolajátékban példaképei között olyan klasszikusok vannak, mint William Kincaid, Julius Baker és Jean-Pierre Rampal.  Zenetanára Vincent Persichetti volt.
1962-ben diplomázott a Konzervatóriumban, aztán az amerikai hadseregben szolgált. Ott Tal Farlow-val dolgozott. Később a Chuck Israels-szal játszott New Yorkban és egy olyan zenekarral, amelyben Elvin Jones, Donald Byrd és Roland Hanna is játszott. Később a The Dick Cavett Show zenekarának és a The Tonight Show Bandnek volt tagja Doc Severinsennel. 1972-ben New Yorkból Kaliforniába költözött a The Tonight Show-val. Ez idő alatt Shelly Manne-nal és Billy Higginsszel játszott.
Tabackin 1967-ben ismerkedett meg Toshiko Akiyoshival, amikor Clark Terry zenekarában játszott, és meghívták Don Friedmanhez is. Az 1960-as évek végén Akiyoshival kvartettet alapítottak. 1969-ben házasodtak össze. 1973-ban társalapítói voltak a Toshiko Akiyoshi – Lew Tabackin Big Bandnek Los Angelesben, amely később Toshiko Akiyoshi Jazz Orchestra lett. Tabackin 1973 és 2003 között a zenekar vezető szólistája volt.

## Lemezválogatás

### Zenekarvezető
- Desert Lady (1989) és Hank Jones, Dave Holland, Victor Lewis
- I´ll Be Seeing You (1992) és Benny Green, Peter Washington, Lewis Nash
- What A Little Moonlight Can Do (1994)
- Pyramid (1988–94) és a Nederlands Metropole Orkest
- Tenority (1996) és Randy Brecker, Don Friedman

### Zenekar-tag
- Donald Byrd: Electric Byrd (1970)
- Donald Byrd: Kofi (1995, 1970))
- George Gruntz: The MPS Years (1971–80)
- Bennie Wallace: The Art of the Saxophone (1987)
- Phil Woods/Lew Tabackin: Phil Woods/Lew Tabackin (1980)

## Toshiko Akiyoshi/Lew Tabakin Big Band
- Kogun (1974)
- Long Yellow Road (1975)
- Tales of a Courtesan (1975)
- Road Time (1976)
- Insights (1976)
- March of the Tadpoles (1977)
- Live at Newport '77 (1977)
- Live at Newport II (1977)
- Salted Gingko Nuts (1978)
- Sumi-e (1979)
- Farewell (1980)
- From Toshiko with Love (1981)
- European Memoirs (1982)

## Fordítás
Ez a szócikk részben vagy egészben  a   Lew Tabackin című angol Wikipédia-szócikk ezen változatának fordításán alapul.  Az eredeti cikk szerkesztőit annak laptörténete sorolja fel. Ez a jelzés csupán a megfogalmazás eredetét és a szerzői jogokat jelzi, nem szolgál a cikkben szereplő információk forrásmegjelöléseként.